# 가장 위대한 체코인

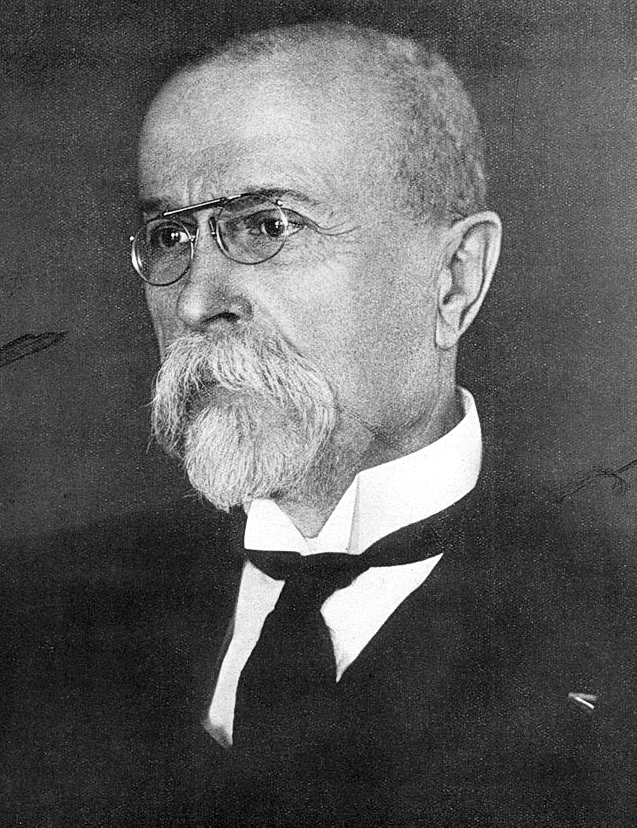

가장 위대한 체코인(체코어: Největší Čech 네이베스티 체흐[*])은 2005년에 체스카 텔레비제에 의해 행해진 설문 조사로 텔레비전 방송 시리즈를 통해 "우리의 지난 역사와 현재에 가장 위대한 인물"을 뽑기 위하여 "어느 시기이건 어떠한 인물이건 보헤미아(체히), 모라바, 실레시아(체코령 실레시아, 슬레스코)에서 태어나거나 살았거나 활동한 사람으로 이 땅에 살고 있는 공동체를 위해 공헌하고 큰 영향을 끼친 삶을 산 사람"을 물었다.
이 설문조사는 2002년 영국 BBC 방송의 동일한 프로그램인 '가장 위대한 영국인'(en)의 라이선스를 받아 만들어진 것이다. 이 프로그램의 진행은 마레크 에벤이 맡았다. (진행자는 규칙상 순위에서 제외되었다.)
매우 많은 사람들이 실존하지 않은 체코의 천재인 야라 치므르만에게 투표를 했으며 1차 투표에서 37,387표를 받아 1위를 차지하였다. 하지만 체스카 텔레비제는 BBC 방송의 자문을 구한 뒤 가상의 인물을 제외시키고 투표 수도 공개하지 않았다. 이것은 체코 사회에 큰 논쟁을 불러일으켰으며 야라 치므르만이 경쟁에 참여할 수 있도록 해달라는 인터넷 탄원 운동까지 일어나기도 했다. 야라 치므르만을 창조해낸 즈데네크 스베라크와 라디슬라프 스몰랴크는 각각 25위와 79위를 차지했다.

## 순위
1. 카를 4세 (Karel IV.) - 68,713표
2. 토마시 가리구에 마사리크 (Tomáš Garrigue Masaryk) - 55,040표
3. 바츨라프 하벨 (Václav Havel) - 52,233표
4. 얀 아모스 코멘스키 (Jan Amos Komenský)
5. 얀 지슈카 (Jan Žižka)
6. 얀 베리흐 (Jan Werich)
7. 얀 후스 (Jan Hus)
8. 안토닌 드보르자크 (Antonín Dvořák)
9. 카렐 차페크 (Karel Čapek)
10. 보제나 넴초바 (Božena Němcová)
11. 베드르지흐 스메타나 (Bedřich Smetana)
12. 에밀 자토페크 (Emil Zátopek)
13. 카렐 고트 (Karel Gott)
14. 이르지 스 포데브라트 (Jiří z Poděbrad)
15. 프란티셰크 팔라츠키 (František Palacký)
16. 오타카르 2세 (Otakar II.)
17. 성 바츨라프 (Svatý Václav)
18. 바츨라프 클라우스 (Václav Klaus)
19. 야로슬라프 헤이로프스키 (Jaroslav Heyrovský)
20. 아네슈카 체스카 (Anežka Česká)
21. 토마시 바타 (Tomáš Baťa)
22. 에드바르트 베네시 (Edvard Beneš)
23. 오토 비흐테를레 (Otto Wichterle)
24. 야로슬라프 사이페르트 (Jaroslav Seifert)
25. 즈데네크 스베라크 (Zdeněk Svěrák)
26. 에마 데스티노바 (Ema Destinnová)
27. 야로미르 야그르 (Jaromír Jágr)
28. 마리아 테레지아 (Marie Terezie)
29. 카렐 크릴 (Karel Kryl)
30. 밀로시 포르만 (Miloš Forman)
31. 블라스타 부리안 (Vlasta Burian)
32. 로만 셰브를레 (Roman Šebrle )
33. 이반 흘린카 (Ivan Hlinka)
34. 카렐 하블리체크 보로프스키 (Karel Havlíček Borovský)
35. 다니엘 란다 (Daniel Landa)
36. 밀라다 호라코바 (Milada Horáková)
37. 블라디미르 멘시크 (Vladimír Menšík)
38. 야로슬라프 하셰크 (Jaroslav Hašek)
39. 알폰스 무하 (Alfons Mucha)
40. 얀 에반겔리스타 푸르키네 (Jan Evangelista Purkyně)
41. 파벨 네드베트 (Pavel Nedvěd)
42. 얀 얀스키 (Jan Janský)
43. 프란티셰크 크르시지크 (František Křižík)
44. 얀 젤레즈니 (Jan Železný)
45. 얀 팔라흐 (Jan Palach)
46. 베라 차슬라프스카 (Věra Čáslavská)
47. 레오시 야나체크 (Leoš Janáček)
48. 알로이스 이라세크 (Alois Jirásek)
49. 야로미르 노하비차 (Jaromír Nohavica)
50. 얀 마사리크 (Jan Masaryk)
51. 보후밀 흐라발 (Bohumil Hrabal)
52. 얀 네루다 (Jan Neruda)
53. 요세프 융만 (Josef Jungmann)
54. 요한 그레고르 멘델 (Johann Gregor Mendel)
55. 프란츠 카프카 (Franz Kafka)
56. 프란티셰크 토마셰크 (František Tomášek)
57. 스바티 보이테흐 (Svatý Vojtěch)
58. 요세프 비찬 (Josef Bican)
59. 요세프 카예탄 틸 (Josef Kajetán Tyl)
60. 루시에 빌라 (Lucie Bílá)
61. 카렐 히네크 마하 (Karel Hynek Mácha)
62. 스바타 루드밀라 (Svatá Ludmila)
63. 볼레슬라프 볼리프카 (Boleslav Polívka)
64. 루돌프 2세 (Rudolf II.)
65. 요세프 도브로프스키 (Josef Dobrovský)
66. 요세프 라다 (Josef Lada)
67. 루돌프 흐루신스키 (Rudolf Hrušínský)
68. 바츨라프 2세 (Václav II.)
69. 마들렌느 올브라이트 (Madeleine Albright)
70. 아네타 랑게로바 (Aneta Langerová)
71. 오타카르 1세 (Otakar I.)
72. 루드비크 스보보다 (Ludvík Svoboda)
73. 도미니크 하셰크 (Dominik Hašek)
74. 얀 루쳄부르스키 (Jan Lucemburský)
75. 밀란 바로시 (Milan Baroš)
76. 카렐 야로미르 에르벤 (Karel Jaromír Erben)
77. 스바타 즈디슬라바 (Svatá Zdislava)
78. 야로슬라프 포글라르 (Jaroslav Foglar)
79. 라디슬라프 스몰랴크 (Ladislav Smoljak)
80. 올가 하블로바 (Olga Havlová)
81. 마르티나 나브라틸로바 (Martina Navrátilová)
82. 헬레나 루지치코바 (Helena Růžičková)
83. 파벨 티그리트 (Pavel Tigrid)
84. 엘리슈카 프르제미슬로브나 (Eliška Přemyslovna)
85. 밀란 쿤데라 (Milan Kundera)
86. 블라디미르 레메크 (Vladimír Remek)
87. 볼레슬라프 1세 (Boleslav I)
88. 마그달레나 도브로밀라 레티고바 (Magdalena Dobromila Rettigová)
89. 미콜라시 알레시 (Mikoláš Aleš)
90. 에밀 홀루프 (Emil Holub)
91. 프란티셰크 파이틀 (František Fajtl)
92. 클레멘트 고트발트 (Klement Gottwald)
93. 즈데네크 마테이체크 (Zdeněk Matějček)
94. 이르지 보스코베츠 (Jiří Voskovec)
95. 마르타 쿠비쇼바 (Marta Kubišová)
96. 이르지나 보흐달로바 (Jiřina Bohdalová)
97. 미로슬라프 시메크 (Miloslav Šimek)
98. 지그문트 프로이트 (Sigmund Freud)
99. 사모 (Samo)
100. 밀로시 제만 (Miloš Zeman)

## 희대의 악한
이 설문 조사와 동시에 가장 나쁜 악한 (Největší padouch)을 뽑는 투표도 실시되었으며 그 결과는 다음과 같다.
1. 클레멘트 고트발트 (Klement Gottwald)
2. 스타니슬라프 그로스 (Stanislav Gross)
3. 바츨라프 클라우스 (Václav Klaus)
4. 블라디미르 젤레즈니 (Vladimír Železný)
5. 미로슬라프 칼로우세크 (Miroslav Kalousek)
6. 미로슬라프 그레베니체크 (Miroslav Grebeníček)
7. 빅토르 코제니 (Viktor Kožený)
8. 밀로우시 야케시 (Milouš Jakeš)
9. 즈데네크 슈크로마흐 (Zdeněk Škromach)
10. 구스타프 후사크 (Gustáv Husák)